# Domenico Sereno Regis
Domenico Sereno Regis (Turin, 7 décembre 1921 – Turin, 24 janvier 1984) est un pacifiste italien, actif après la Seconde Guerre mondiale.

## Biographie
Domenico Sereno Regis se forme par l' Action Catholique en s'engageant dans l'association chrétienne de jeunesse « Rerum novarum ». Encore jeune, il commence à travailler comme ouvrier chez Cumino, un fabricant de roulements à billes. Dans cette usine il collabore avec les SAP ( Équipes d'action patriotique ), et entretient des liens avec des groupes de partisans actifs dans la région du Canavese. Il reste cependant cohérent avec ses fondements chrétiens et au message évangélique en  poursuivant sa pratique de la non-violence. En effet, même s'il rejoint les longues journées de l'insurrection de Turin, il n'utilisera jamais les armes. Diplômé en droit, il est spécialisé dans l'étude du social.
Après la guerre, il trouve un emploi à la Compagnie municipale d'électricité de Turin, où il est le responsable des services sociaux pendant plusieurs années. Son intérêt pour les questions du travail et des droits sociaux l'amène à devenir président national du GIOC ( Gioventù Operaia Cristiana ). Durant cette période, il commence également à écrire pour les magazines français Esprit et Témoignage Chrétien et entre en contact avec le Mouvement International de Réconciliation (MIR).
Lors de cette période, sa culture catholique est confrontée à la culture laïque, radicale et pacifiste, exprimée par le mouvement non-violent d'Aldo Capitini, à laquelle appartient la première marche pour la paix Pérouse - Assise (1961).
En 1967, il devient membre du conseil national du MIR italien, dont il devient dans un premier temps le vice-président avant d'en devenir le président en 1980. En tant que membre du MIR, il s'engage en faveur de l'objection de conscience, et devient l'un des principaux promoteurs de la convention pour l'engagement des objecteurs dans la fonction publique. Parmi les fondateurs de la Coordination des Entités de la Fonction Publique (CESC) , il promeut les mouvements qui conduisent alors à la formation des conseils de quartier.
En 1982, il co-fonde, à Turin, un centre d'étude pour la promotion de la culture de la non-violence. Voilà comment il expliquait alors cette dernière : « la paix n'est pas l'absence de guerre ou de conflit, mais elle se construit, dans une pierre angulaire laïque, dans la sphère sociale, dans la défense des faibles et des marginalisés, dans le domaine de la santé et des usines ».
De Turin, démarrent les campagnes contre les bases de l'OTAN, les missiles à Comiso  et l'exposition navale de guerre à Gênes. L'action pour la paix et la non-violence devient un solide projet politique avec lequel la gauche sera confronté pendant une décennie. Sereno Regis décède le 24 janvier 1984 tandis que le centre qu'il a fondé poursuit son développement et fait face à de nouveaux défis comme l'intégration des thématiques écologiques, de la décroissance ou encore de l'économie solidaire.

## Le centre d'étudesSereno Regis
Le centre d'études, aujourd'hui dénommé « Sereno Regis », est une association de volontariat indépendante, fondée à Turin en 1982. Elle défend une culture de la paix en luttant contre la violence sous toutes ses formes : directe, culturelle et structurelle à la fois par la recherche, l'éducation et l'action. Il se trouve à Turin Via Giuseppe Garibaldi, 13.
Ce centre d'études est destiné à la recherche, l'éducation et l'action pour la paix. En 1982, Giovanni Salio, avec l'aide de Domenico Sereno Regis, Franco Sgroi et Piercarlo Racca fondent à Turin ce centre d'étude et de documentation d'analyse des actions directes non violentes.
C'est après la mort de Sereno Regis, en janvier 1984 que le centre lui est dédié. Nanni Salio devient alors le président. Le Centre d'études Sereno Regis est depuis des années un point de référence pour le monde pacifiste turinois, doté à la fois d'une bibliothèque et d'une bibliothèque de journaux spécialisés dans la paix, l'environnement et le développement. En 2014, il obtient le label « d'Archive d'intérêt historique particulièrement important  ».